# Burnbank
Burnbank ist ein Distrikt von Hamilton, in South Lanarkshire, nahe der größten schottischen Stadt Glasgow.
In früheren Zeiten zählte man diesen Bezirk zu einer Industrieregion. 
Aus dem Distrikt kommt unter anderem Jock Stein, Manager und Fußballer der Dunfermline Athletic, Hibernian Edinburgh, Celtic Glasgow, Leeds United und der schottischen Nationalmannschaft.
Auch Jim Bett, der für Aberdeen spielte und ebenfalls in der schottischen Nationalmannschaft mitgespielt hatte, ist hier geboren.
Die größte Fläche von Burnbank ist Udston (auch als "jungle" bekannt"), ein Gebäudekomplex der in den 1950er Jahren erbaut wurde. Es besteht aus vielen Straßen und Zuwegen. Man sagt "jungle", da jeder, der diesen Teil von Burnbank verlassen will, nach einer Straße suchen muss, die aus dem Areal herausführt.